# Mesosemia magnessa
Mesosemia magnessa är en fjärilsart som beskrevs av Hans Ferdinand Emil Julius Stichel 1909. Mesosemia magnessa ingår i släktet Mesosemia och familjen Riodinidae. Inga underarter finns listade i Catalogue of Life.